# سیگ آگ
سیگ آگ (انگلیسی: Sigg) شرکت تولید صنعتی سوئیسی است، که در سال ۱۹۰۸ تأسیس شد.